# Triscaidecafobia

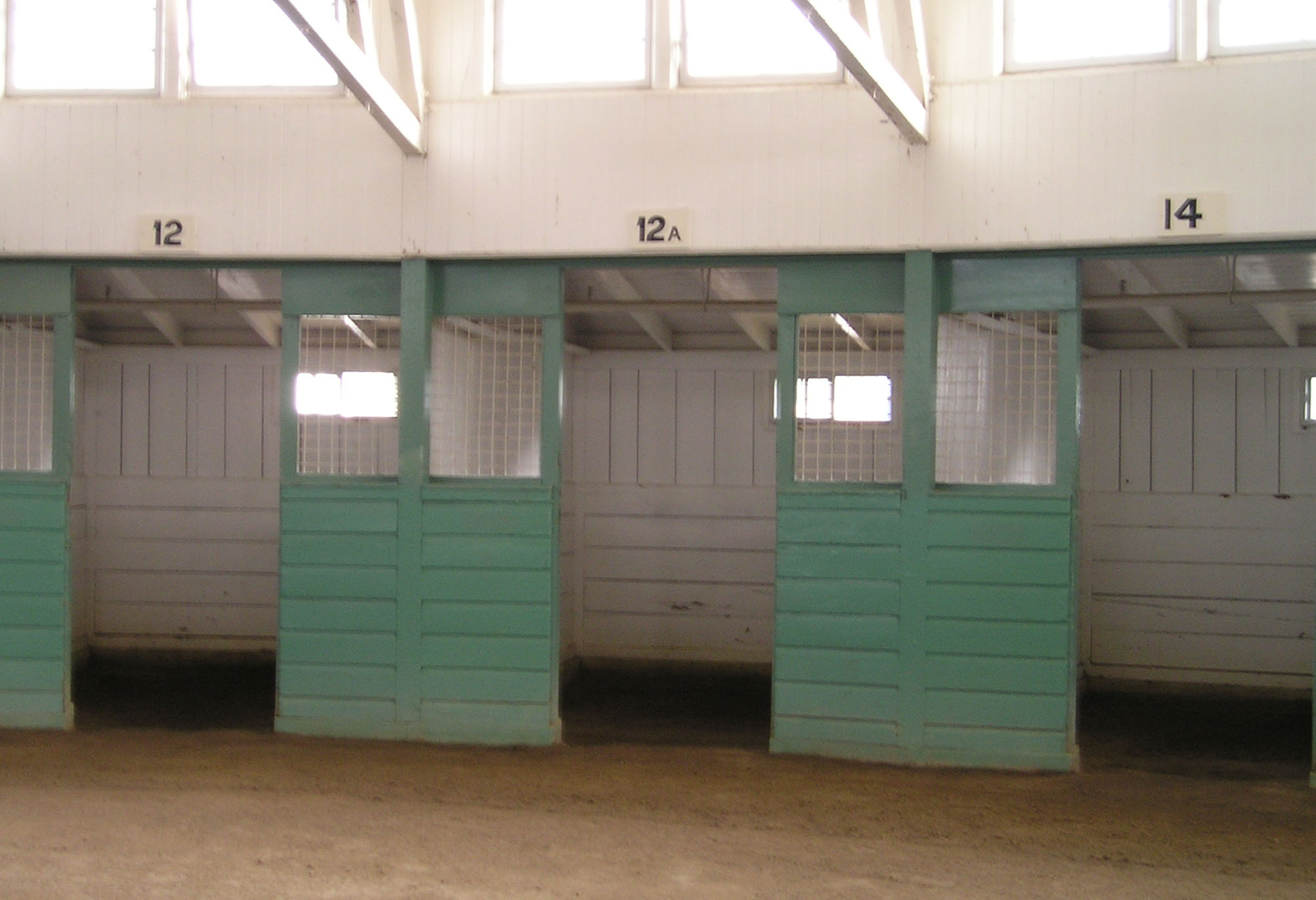
Números das estrebarias de cavalos do Parque Santa Anita Park, um hipódromo na Califórnia. Note-se que os números passam do 12 para o 12A e depois para o 14.

Triscaidecafobia é um medo incomum superticioso do número 13. O medo específico da sexta-feira 13 é chamado de parascavedecatriafobia ou frigatriscaidecafobia. A origem do termo se refere ao dia "sexta-feira 13", conhecida por muitos como o dia do azar. O medo da terça-feira 13 chama-se trezidavomartiofobia. Nas culturas do leste asiático existe também a tetrafobia, medo superticioso do número 4.